# Atos 15
Atos 15 é o décimo-quinto capítulo dos Atos dos Apóstolos, de autoria de Lucas, o Evangelista, no Novo Testamento da Bíblia. Ele relata a viagem de Paulo e Barnabé até Jerusalém e o Concílio de Jerusalém.

## Manuscritos
Atos 15 foi originalmente escrito em grego koiné e dividido em 41 versículos. Alguns dos manuscritos que contém este capítulo ou trechos dele são:
- Papiro 33 (ca. 550)
- Codex Vaticanus (325–350)
- Codex Sinaiticus (330–360)
- Codex Bezae (c. 400)
- Codex Alexandrinus (ca. 400–440)
- Codex Ephraemi Rescriptus (c. 450)
- Codex Laudianus (ca. 550)

## Estrutura
A Tradução Brasileira da Bíblia organiza este capítulo da seguinte maneira:
- Atos 15:1-5 - A controvérsia sobre a circuncisão
- Atos 15:6-11 - O concílio em Jerusalém
- Atos 15:12-21 - O parecer de Tiago
- Atos 15:22-29 - A decisão enviada a Antioquia
- Atos 15:30-35 - A leitura da carta do concílio
- Atos 15:36-41 - A segunda viagem missionária. A separação entre Paulo e Barnabé

## Temas principais

### Circuncisão
Atos 15 narra os primeiros desdobramentos da primeira controvérsia a assolar a igreja antiga: a crescente tensão entre os cristãos convertidos do judaísmo (judeo-cristãos) e os gentios. Os primeiros ainda praticavam a circuncisão e diziam que «é necessário circuncidar os gentios e mandar-lhes que observem a Lei de Moisés» (Atos 15:5). Para decidir a questão, Paulo e Barnabé viajaram para Jerusalém para se encontrarem com os "apóstolos e presbíteros" que lá estavam.

### Concílio de Jerusalém

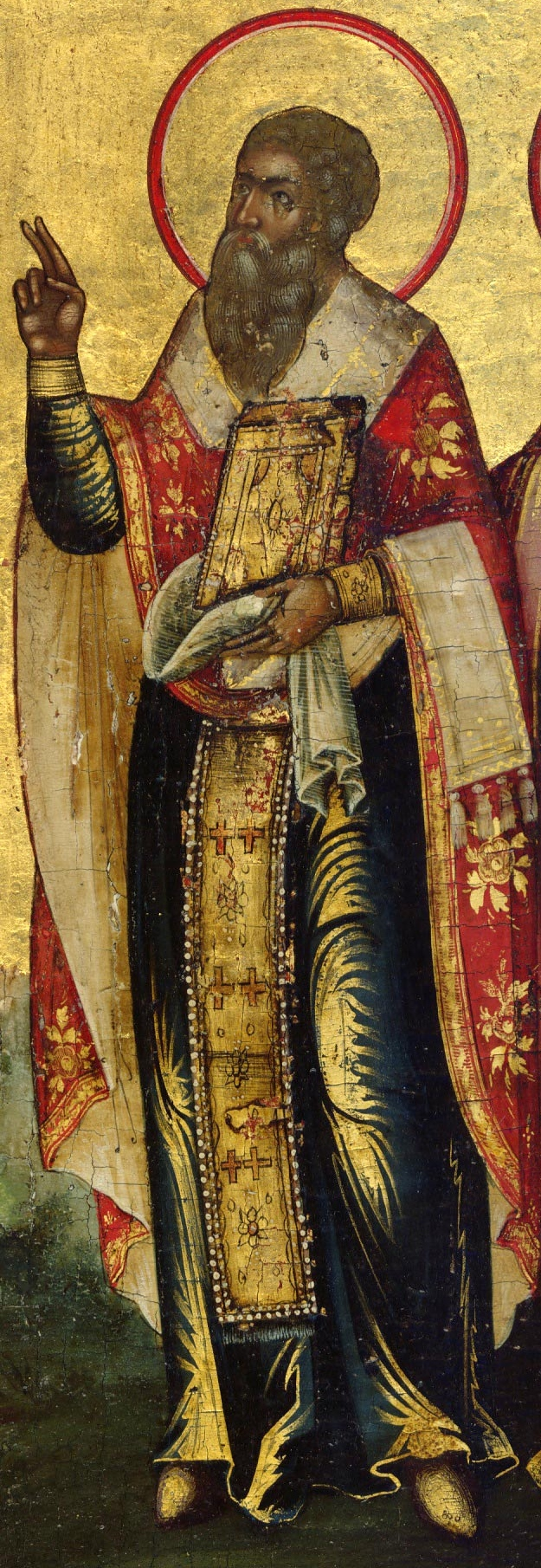
Tiago, o Justo, líder da igreja de Jerusalém e autor do Decreto Apostólico de Atos 15.
1809. Ícone russo de autoria desconhecida.

No primeiro concílio da história, estavam reunidos em Jerusalém as principais vozes do cristianismo. O primeiro a falar foi Pedro, que defendeu (Atos 15:7–10) os gentios, afirmando que "o Espírito Santo... não fez distinção alguma entre nós e eles, purificando seus corações pela fé". Em seguida, Paulo e Barnabé testemunharam seu trabalho entre eles. Finalmente falou Tiago, o Justo, o líder da igreja de Jerusalém, que propôs que os gentios «se abstenham das viandas oferecidas aos ídolos, da fornicação, dos animais sufocados e do sangue.» (Atos 15:20), lembrando que este era o costume desde os tempos de Moisés (Atos 15:13–21).

#### Decreto Apostólico
O concílio escolheu então Judas Barsabás e Silas para levarem uma carta, cujo texto foi preservado integramente em Atos 15:23–29, aos irmãos de Antioquia afirmando exatamente o que propôs Tiago durante o concílio, ou seja, que dos gentios seria exigido apenas «que vos abstenhais de coisas sacrificadas aos ídolos, de sangue, de animais sufocados e de fornicação; destas coisas fareis bem de vos guardar» (Atos 15:29), ou seja, não lhes seria requerida a circuncisão e nem a observância dos demais preceitos da Lei Mosaica, que, por outro lado, também não foram condenados. Os dois, acompanhados por Paulo e Barnabé, seguiram para Antioquia e entregaram a carta, que trouxe grande alegria. Judas voltou para Jerusalém, mas Paulo, Barnabé e Silas resolveram ficar ali ajudando no ministério da nova igreja.

#### Versículo 34
O trecho «{Mas pareceu bem a Silas ficar ali.» (Atos 15:34)} não aparece na grande maioria dos manuscritos antigos dos Atos, apenas no Codex Bezae e em alguns manuscritos em latim antigo e da Vulgata. Nas traduções da Bíblia para o português, é comum que o trecho apareça entre chaves ou com uma nota de rodapé.

### Segunda viagem missionária de Paulo
Quando se decidiram voltar a visitar as cidades em que pregaram na primeira viagem, Paulo e Barnabé se desentenderam sobre João Marcos. Barnabé queria levá-lo e mas Paulo «não achou justo levar consigo a quem os tinha deixado desde a Panfília e que não os tinha acompanhado no trabalho» (Atos 15:38), uma referência aos eventos narrados em Atos 13. O resultado foi que Barnabé e João viajaram para Chipre enquanto Paulo seguiu com Silas para a Síria e a Cilícia.